# Benxamín Casal
Benxamín Casal Vila (Lugo, 12 de enero de 1935 - 30 de agosto de 2013) fue un político, escritor y empresario español, cuya trayectoria política discurrió íntegramente en el ámbito gallego.

## Biografía
Licenciado (1962) y doctorado (1967) como ingeniero agrónomo en la Universidad de Madrid, en 1970 obtuvo la licenciatura en Ciencias Económicas por la Universidad de Santiago de Compostela. Fue profesor de la Escuela de Ingeniería Técnica Agrícola de Lugo (1968-1972) y de la Escuela Técnica Superior de Ingenieros Agrónomos, también de Lugo (1988). Escritor, miembro del grupo Brais Pinto, fue consejero de Energía e Industria de la Junta de Galicia (1978-1979) y diputado en el Parlamento de Galicia (1981-1985) como galleguista histórico por el Partido dos Socialistas de Galicia-PSOE. Fue Presidente de la Editorial Galaxia y director de la Gran Enciclopedia Galega desde 2003.

## Obra
- A incidencia en Galicia do Plan Enerxético Nacional (1978, Junta de Galicia).
- Achegamento á Minería Galega (1979, Junta de Galicia).
- A Terra Cha luguesa. Estudio da súa realidade agraria (1984, Seminario de Estudios Galegos).
- A Galicia campesina (1984, editorial Galaxia)
- O campo galego (1992, O Correo Galego).